# Фрунзе (Казахстан)
Фру́нзе (каз. Фрунзе) — село у складі Камистинського району Костанайської області Казахстану. Входить до складу Камистинського сільського округу.
Населення — 265 осіб (2021; 601 у 2009, 947 у 1999, 1381 у 1989).